# Ngupasan
Ngupasan is een bestuurslaag in het regentschap Jogjakarta van de provincie Jogjakarta, Indonesië. Ngupasan telt 4787 inwoners (volkstelling 2010).